# Topologikus tér
A topologikus tér a topológia alapfogalma, a matematikai struktúrák egy fajtája, lényegében a metrikus tér fogalmának általánosítása. A fogalmat – bár nem egészen a mai formájában – Felix Hausdorff vezette be 1914-ben.

## Definíciók
- Egy topologikus tér egy nemüres {\displaystyle X} halmazból és {\displaystyle X} részhalmazainak egy {\displaystyle {\mathcal {T}}} rendszeréből álló rendezett pár, ahol megköveteljük a következőket:

1. {\displaystyle {\mathcal {T}}} tartalmazza {\displaystyle X}-et és az üres halmazt;
2. {\displaystyle {\mathcal {T}}} bármely két elemének metszete is {\displaystyle {\mathcal {T}}}-ben van;
3. {\displaystyle {\mathcal {T}}} akárhány elemének uniója is {\displaystyle {\mathcal {T}}}-beli.

- {\displaystyle {\mathcal {T}}} elemeit nyílt halmazoknak, az egész {\displaystyle {\mathcal {T}}} halmazt topológiának nevezzük. A nyílt halmazok {\displaystyle X}-re vonatkozó komplementerei a zárt halmazok. Ha a {\displaystyle G} nyílt halmaz tartalmazza az {\displaystyle x} pontot, akkor {\displaystyle G}-t  {\displaystyle x} környezetének is nevezzük.

## További alapfogalmak és definíciók
- Ha ({\displaystyle X}, {\displaystyle {\mathcal {T}}}) és ({\displaystyle X}, {\displaystyle {\mathcal {S}}}) topologikus terek ugyanazon az {\displaystyle X} alaphalmazon és {\displaystyle {\mathcal {S}}\subseteq {\mathcal {T}}}, akkor {\displaystyle {\mathcal {T}}} finomabb {\displaystyle {\mathcal {S}}}-nél (illetve {\displaystyle {\mathcal {S}}} durvább {\displaystyle {\mathcal {T}}}-nél).

- Ha ({\displaystyle X}, {\displaystyle {\mathcal {T}}}) és ({\displaystyle Y}, {\displaystyle {\mathcal {S}}}) topologikus terek, az {\displaystyle f:X\to Y} függvény folytonos, ha minden {\displaystyle {\mathcal {S}}}-beli halmaz teljes inverz képe {\displaystyle {\mathcal {T}}}-beli, azaz nyílt halmaz teljes inverz képe nyílt.

- Két topologikus teret homeomorfnak nevezünk, ha van közöttük mindkét irányban folytonos bijekció.

### Bázis
- Ha ({\displaystyle X}, {\displaystyle {\mathcal {T}}}) topologikus tér, nyílt halmazok egy {\displaystyle {\mathcal {B}}} rendszerét bázisnak nevezzük, ha minden nyílt halmaz előáll (véges vagy végtelen sok) {\displaystyle {\mathcal {B}}}-beli halmaz uniójaként.

- Az {\displaystyle x} pont egy környezetbázisa bármilyen {\displaystyle x}-et tartalmazó nyílt halmazokból álló {\displaystyle {\mathcal {B}}} rendszer, amire igaz, hogy ha {\displaystyle G} tetszőleges {\displaystyle x}-et tartalmazó nyílt halmaz, akkor van {\displaystyle U\in {\mathcal {B}}}, amire {\displaystyle U\subseteq G}.

- Az ({\displaystyle X}, {\displaystyle {\mathcal {T}}}) topologikus tér {\displaystyle D\subseteq X} részhalmaza sűrű, ha {\displaystyle D} lezárása {\displaystyle X}, vagy ekvivalensen, ha metsz minden nemüres {\displaystyle G\in {\mathcal {T}}} nyílt halmazt.

### Szétválaszthatóság
- T0: egy topologikus tér T0, ha bármely két pontja közül valamelyik szétválasztható a másiktól: azaz, ha {\displaystyle x\neq y} pontok, akkor {\displaystyle x}-nek van környezete, amiben {\displaystyle y} nincs benne, vagy fordítva.

- T1: egy topologikus tér T1, ha a nyílt halmazok szeparáló rendszert alkotnak, azaz ha {\displaystyle x\neq y} pontok, akkor van olyan nyílt halmaz, ami {\displaystyle x}-et tartalmazza, de {\displaystyle y}-t nem. Más szóval, ha minden egypontú halmaz zárt.

- T2 vagy Hausdorff: egy topologikus tér T2 vagy Hausdorff, ha bármely két pontja szétválasztható: ha {\displaystyle x\neq y}, akkor vannak {\displaystyle U,V} diszjunkt környezeteik: {\displaystyle U\cap V=\emptyset }

- Reguláris: egy topologikus tér reguláris, ha minden pont minden őt nem tartalmazó zárt halmaztól diszjunkt nyílt halmazokkal szétválasztható.

- T3: egy topologikus tér T3 tér, ha reguláris T2 tér.

- Normális: egy topologikus tér normális, ha bármely két diszjunkt zárt halmaz diszjunkt nyílt halmazokkal szétválasztható.

- T4: egy topologikus tér T4 tér, ha normális T2 tér.

### Megszámlálhatóság
- Szeparábilis: egy topologikus tér szeparábilis, ha létezik egy megszámlálható, sűrű részhalmaza.

- Lindelöf: egy topologikus tér Lindelöf-tér, ha minden nyílt fedéséből kiválasztható megszámlálható fedés.

- M1: egy topologikus tér M1, ha minden pontjának létezik megszámlálható környezetbázisa.

- M2: egy topologikus tér M2, ha létezik megszámlálható bázisa.

### Kompaktság
- Kompakt: egy topologikus tér kompakt, ha minden nyílt fedéséből kiválasztható véges fedés.

Ezzel ekvivalens a következő állítás: ha a térben adott zárt halmazok egy centrált {\displaystyle \{F_{i}:i\in I\}} rendszere (tehát bármely véges sok metszete nemüres) akkor az összes halmaz metszete sem üres. Valóban, ha metszetük üres lenne, akkor komplementereik egy nyílt halmazokból álló fedő rendszert alkotnának, tehát lenne véges fedő részrendszere, de akkor az ezekhez tartozó véges sok zárt halmaz metszete üres lenne.
- Megszámlálhatóan kompakt: egy topologikus tér megszámlálhatóan kompakt, ha minden megszámlálható nyílt fedéséből kiválasztható véges fedés.

- Sorozatkompakt: egy topologikus tér sorozatkompakt, ha minden benne lévő sorozatnak létezik konvergens részsorozata.

- Lokálisan kompakt: egy topologikus tér lokálisan kompakt, ha minden pontjának van kompakt környezete. Ilyen például minden euklideszi tér.

### Összefüggőség
- Összefüggő: egy topologikus tér összefüggő, ha nem áll elő két nem-üres nyílt halmaz diszjunkt uniójaként. Más szóval, az üres halmaztól és az egész tértől eltekintve nincs benne nyílt-zárt halmaz.

- Lokálisan összefüggő: egy topologikus tér lokálisan összefüggő, ha minden pontjának van összefüggő halmazokból álló környezet bázisa.

- Teljesen széteső: egy topologikus tér teljesen széteső vagy nulladimenziós, ha komponensei egypontú halmazok.

- Ívszerűen összefüggő: egy topologikus tér ívszerűen összefüggő, ha bármely két pontja egyszerű ívvel összeköthető (tetszőleges görbével).

## Példák
- Tetszőleges nemüres halmazon a diszkrét topológia az, amiben minden halmaz nyílt. Ez metrizálható is.
- Az indiszkrét topológia úgy keletkezik egy {\displaystyle X} halmazon, hogy csak {\displaystyle X}-et és az üres halmazt tekintjük nyíltnak.
- {\displaystyle R^{n}} felett egy topológia az összes olyan ponthalmaz halmaza, melyek bármely pontja köré írható egy n dimenziós gömb úgy, hogy e gömb is benne legyen a ponthalmazban.
- Az egész számok felett értelmezett Fürstenberg-topológia (melyet Hillél Fürstenberg a prímszámok halmazának végtelenségének igazolására alkalmazott) egész számok olyan halmazaiból áll (olyan halmazok nyíltak), melyek vagy üresek, vagy pedig minden elemükhöz van olyan pozitív m egész, hogy az elemekhez tartozó mod m maradékosztály teljesen része legyen a halmaznak.

## Lásd még
- Fürstenberg bizonyítása a prímszámok végtelenségéről Archiválva 2005. június 26-i dátummal a Wayback Machine-ben (angolul)